# Взрыв в Московском метрополитене (2004)
Взрыв в Московском метрополитене 6 февраля 2004 года — террористический акт, совершённый террористом-смертником в вагоне поезда на перегоне между станциями «Автозаводская» и «Павелецкая» Замоскворецкой линии Московского метрополитена. В результате взрыва погибли 42 человека (включая террориста), а почти 250 человек получили ранения. Материальный ущерб от теракта составил около 4 миллионов рублей.
Поначалу ответственность за теракт взяла на себя неизвестная ранее чеченская террористическая организация «Мюриды газавата», по заявлению которой взрыв в метро был местью за массовое убийство в Новых Алдах в феврале 2000 года, в совершении которого обвинялись российские военные. Однако в ходе расследования спецслужбам удалось установить, что этот теракт был подготовлен и осуществлён участниками Карачаевского джамаата — основанной в Карачаево-Черкесии террористической группировки, которая поддерживала чеченских сепаратистов. Подготовка ко взрыву на Замоскворецкой линии метро началась ещё в 2003 году. В направленную в Москву группу входили четверо террористов: амир Карачаевского джамаата Идрис Глоов, подрывник Тамбий Хубиев, судебный пристав Мурат Шаваев и Анзор Ижаев — террорист-смертник, непосредственно совершивший теракт.
Спецслужбы разыскивали организаторов взрыва у станции «Автозаводская» более года: Глоов был убит в Ставропольском крае уже через месяц после теракта, а Шаваева и Хубиева арестовали в мае 2005 года. Тогда же был пойман и другой участник Карачаевского джамаата — русский ваххабит Максим Панарьин, стоявший за подрывами автобусных остановок в Воронеже и взрывом у метро «Рижская» в августе 2004 года, который он готовил вместе с Хубиевым и Шаваевым. На допросах Мурат Шаваев отрицал свою причастность к терактам, в то время как Панарьин и Хубиев сразу же признали свою вину. Тамбий Хубиев также взял на себя ответственность за совершённые в конце лета 2003 года взрывы на остановках автобусов в Краснодаре.
Генеральная прокуратура объединила уголовные дела о взрывах на объектах общественного транспорта Москвы, Воронежа и Краснодара, так как их организаторы были членами одной и той же террористической группы. В 2006—2007 годах в Московском городском суде в закрытом режиме прошёл суд над Хубиевым, Шаваевым и Панарьиным. 2 февраля 2007 года все трое были приговорены к пожизненному лишению свободы в колонии особого режима. Осуждённые попытались обжаловать приговор, однако Верховный суд России оставил его в силе.
Данный теракт стал поводом для ужесточения антитеррористического законодательства и усиления мер безопасности в московском метро. Была запущена централизованная система видеонаблюдения на всех станциях, а также началось оснащение камерами поездов. После теракта численность сотрудников органов правопорядка в метро была увеличена втрое, и для координации их действий с 2005 года стал функционировать Ситуационный центр УВД на Московском метрополитене.

## Теракт
В половине девятого утра 6 февраля 2004 года поезд метро, которым управлял машинист депо «Сокол» Владимир Горелов, отправился со станции «Автозаводская» в сторону станции «Павелецкая». Примерно в 8:32, когда поезд отъехал несколько сотен метров от «Автозаводской», у первой двери второго вагона прогремел взрыв: террорист-смертник Анзор Ижаев привёл в действие самодельное взрывное устройство, находившееся у него за спиной в рюкзаке. Взрыв раздул стенки вагона и оторвал часть крыши, припечатав её к потолку тоннеля. Ударная волна разбила стёкла в нескольких вагонах (в том числе и в кабине машиниста), изранив людей осколками. Многих пассажиров, стоявших рядом со смертником, разорвало на части, а их останки выбросило взрывной волной в тоннель. Остальные погибшие во втором вагоне люди скончались из-за баротравмы, вызванной резкими скачками давления, которые спровоцировал взрыв в замкнутом пространстве.
Сразу после взрыва машинист Горелов запустил систему экстренного торможения, и поезд, проехав ещё 150—200 метров, остановился. Быстрая реакция машиниста позволила предотвратить распространение пожара, которое могло произойти, если бы поезд продолжал следовать на большой скорости. Во взорванном вагоне автоматически сработала противопожарная система «Игла», благодаря чему огонь не перекинулся на остальные вагоны. Тоннель метро заволокло густым едким дымом, и людям приходилось дышать через влажную материю, чтобы не потерять сознание. Владимир Горелов сообщил о взрыве в диспетчерскую метрополитена, попросив отключить подачу тока на перегоне «Автозаводская» — «Павелецкая». Когда 3 минуты спустя контактный рельс был обесточен, машинист открыл двери вагонов и дал пассажирам указание двигаться в сторону станций «Автозаводская» и «Павелецкая». По воспоминаниям свидетелей теракта, тоннель позади поезда был усеян телами и фрагментами тел людей, погибших во втором вагоне. Через «Автозаводскую» на поверхность выбрались более 1000 человек; около полусотни пассажиров, в основном из первого вагона, направились по тоннелю к «Павелецкой», которую от места взрыва отделяло несколько километров.
Среди пассажиров, ехавших в третьем вагоне, находился подполковник МЧС России Сергей Кавунов. После взрыва он пресёк панику в вагоне и активно участвовал в эвакуации людей. После того, как основная масса пассажиров поезда ушла на станцию «Автозаводская», Кавунов с полудюжиной гражданских добровольцев, один из которых был студентом медицинского училища, стал оказывать первую помощь пострадавшим из второго вагона ещё до прибытия в тоннель его коллег из МЧС. Группе Кавунова удалось вызволить из взорванного вагона семь человек — все они впоследствии выжили. Одна из спасённых Кавуновым женщин сидела возле самого эпицентра взрыва у первой двери второго вагона, оставшись в живых только потому, что между ней и Ижаевым стояло много людей: после отправления с «Автозаводской» вагон был набит битком. Некоторые пассажиры смогли выбраться из второго вагона самостоятельно. В их числе был девятилетний Валерий Козяр — единственный ребёнок, пострадавший непосредственно при взрыве.
Получившие ранения пассажиры метро были госпитализированы в десять московских больниц; позднее двое тяжелораненых умерли в НИИ Склифосовского и 53-й городской больнице. Останки погибших были вынесены из тоннеля на платформу станции «Автозаводская» для предварительной сортировки; затем их увезли на опознание в морг № 4 в Лефортово. Работа судмедэкспертов, занимавшихся установлением личностей жертв теракта, была осложнена из-за наличия большого количества оторванных конечностей и фрагментов тел. К 10 февраля 2004 года специалистам Российского центра судебно-медицинской экспертизы удалось опознать 33 погибших в теракте; опознание остальных жертв, от которых остались одни фрагменты, затянулось до мая 2004 года ввиду необходимости провести экспертизы ДНК. В первые дни после теракта высказывались предположения, что после идентификации всех останков количество погибших может составить от 50 до 100 человек (по официальной информации на 6 февраля 2004 года, жертвами взрыва у «Автозаводской» стали 39 человек). По уточнённым данным, озвученным прокуратурой через год после теракта, в результате взрыва на Замоскворецкой линии метро погибли 42 человека (включая террориста), а около 250 человек получили ранения.
В день теракта президент России Владимир Путин заявил, что за взрывом в московском метро стояли «Масхадов и его бандиты», а сам теракт охарактеризовал как «рычаг давления на действующего главу государства» на предстоявших в марте 2004 года президентских выборах. Соболезнования россиянам в связи с терактом в Москве выразили президент США Джордж Буш, генеральный секретарь ООН Кофи Аннан, председатель Палестинской национальной администрации Ясир Арафат и многие другие иностранные лидеры. Делегация из Департамента полиции Нью-Йорка была направлена в российскую столицу, чтобы на месте ознакомиться с конструкцией взрывного устройства, подорванного между станциями «Автозаводская» и «Павелецкая». Мэр Москвы Юрий Лужков, находившийся в США с деловым визитом, сразу же прервал поездку, как только узнал о взрыве в московском метро, и вылетел обратно в Россию.
Семьям погибших и раненых были назначены финансовые компенсации от правительства Москвы. В течение первой недели после теракта выплаты получили более полусотни семей; из них 16 родственникам жертв теракта досталось по 100 тысяч, а 22 раненым — 50 тысяч рублей. Каждому из пострадавших также выдали до 10 тысяч рублей на компенсацию утраченного во время теракта имущества. По официальным данным, материальный ущерб, нанесённый метрополитену Москвы февральским взрывом, составил около 4 миллионов рублей; все убытки были возмещены страховой компанией «Спасские ворота».
По распоряжению Лужкова 9 февраля 2004 года было объявлено днём траура по жертвам теракта в метро. В этот день по всей Москве были приспущены государственные флаги, а также отменены развлекательные мероприятия, проводившиеся муниципальными учреждениями (частным предпринимателям рекомендовалось последовать этому примеру из уважения к памяти погибших). Тогда же в столице начались похороны жертв теракта; все расходы на погребение взяло на себя городское правительство. Убитых при взрыве пассажиров метро хоронили рядом с жертвами терактов на улице Гурьянова, в Театральном центре на Дубровке и на рок-фестивале «Крылья» в Тушино. Один из погибших в теракте 6 февраля 2004 года, студент Егор Деев, предыдущим летом уже пережил взрывы на тушинском рок-фестивале.

## Расследование
После взрыва на перегоне «Автозаводская» — «Павелецкая» прокуратура Москвы возбудила уголовное дело по статьям 205 («Терроризм») и 105 («Убийство») Уголовного кодекса РФ. 7 февраля 2004 года дело о теракте в метро передали в ведение ФСБ. Расследованием теракта занималась межведомственная группа, которой руководил заместитель директора ФСБ Александр Жданьков. Она состояла из почти 300 следователей и оперативников из ФСБ, МВД, ГУВД Москвы и прокуратуры.

### Осмотр места теракта. Первый подозреваемый
6 февраля 2004 года взрывотехники ФСБ работали в тоннеле возле станции «Автозаводская» вплоть до второй половины дня. Когда следственная группа закончила осмотр места теракта, повреждённые взрывом вагоны отогнали в депо «Замоскворецкое», где они оставались на запасных путях до завершения следствия. К 18 часам движение поездов в тоннеле, где произошёл взрыв, было полностью восстановлено.
Обследовав место взрыва, участники расследования первоначально заключили, что сработавшее во втором вагоне взрывное устройство было безоболочным; также считалось, что эта бомба, в отличие от прошлых терактов, не была снабжена поражающими элементами, а в её состав входил лишь армейский тротил. В дальнейшем следователи отказались от этой версии и пришли к выводу, что СВУ, взорванное у «Автозаводской», состояло из смеси аммиачной селитры и алюминиевой пудры, было начинено болтами и шурупами и имело мощность от 2,9 до 6,6 кг в тротиловом эквиваленте. В следственной группе предполагали, что взрыв скорее всего совершил террорист-смертник (эпицентр взрыва находился на высоте примерно метра от пола, что позволяло заключить, что бомба была либо прикреплена к телу смертника, либо лежала в его сумке или рюкзаке), однако рассматривалась и теория о случайном срабатывании взрывчатых веществ, которые перевозил один из пассажиров, а также осуществлённая заблаговременно закладка взрывчатки. К середине февраля 2004 года версия о самоподрыве террориста-смертника стала основной.
В день теракта на телевидении показали распространённый милицией фоторобот, на котором был изображён первый подозреваемый в причастности ко взрыву в метро — мужчина средних лет, носивший одежду тёмного цвета. Его сопровождали две женщины, походившие внешне на уроженок Северного Кавказа. По свидетельству работавшего на «Автозаводской» кассира, этот человек, покупая билет на метро незадолго до взрыва, выругался и резко выпалил: «Будет вам сегодня праздник!» Занимавшиеся расследованием теракта оперативники скептически восприняли утверждения о связи этого инцидента со взрывом в тоннеле у станции «Автозаводская». Милиционерами были задержаны несколько человек со схожими с фотороботом чертами внешности, однако вскоре их отпустили из-за нехватки доказательств. Вдобавок следователи допросили всех работников Замоскворецкой линии метро и просмотрели записи с установленных на ней камер, но не смогли обнаружить никаких новых улик.

### Ответственность за теракт
Правоохранительные органы с самого начала расследования стали подозревать одного из лидеров чеченских боевиков Шамиля Басаева в организации теракта на перегоне у «Автозаводской». Ранее ФСБ не раз получала информацию о том, что Басаев угрожал устроить взрыв в московском метро. Однако в своём заявлении, опубликованном в конце февраля 2004 года, он лишь отметил, что «озабочен» произошедшим 6 февраля взрывом и готов выделить российской столице «спецподразделения для охраны правопорядка». Президент Чеченской Республики Ичкерия Аслан Масхадов осудил теракт и отрицал, что к нему были причастны вооружённые силы ЧРИ.
В начале марта 2004 года на сайте «Кавказ-центр» было размещено заявление некоего Лом-Али Чеченского, представившегося главарём группировки «Мюриды газавата» — военного крыла неназванного суфийского ордена. В заявлении было сказано, что эта группировка стояла за взрывом в вагоне возле станции метро «Автозаводская», а сам теракт являлся местью за массовое убийство 5 февраля 2000 года в Новых Алдах, которое, по данным правозащитников, совершили российские военные. Специальный представитель Масхадова Ахмед Закаев назвал послание группы «Мюриды газавата» «провокацией», направленной на очернение чеченцев. Согласно редакции «Кавказ-центра», данное письмо поступило на почту сайта ещё 8 февраля 2004 года, но редакция поначалу отказалась публиковать его из-за сомнений в достоверности этой информации.
В январе 2005 года журналист газеты «Время новостей» Александр Шварёв опубликовал статью, в которой со ссылкой на сотрудников спецслужб говорилось о возможной причастности русского ваххабита Павла Косолапова к теракту в столичном метрополитене в феврале 2004 года. По словам Шварёва, именно Косолапов якобы являлся куратором террориста-смертника и сопровождал последнего к месту взрыва. Представители следствия не подтвердили эти данные, подчеркнув, что Косолапов вообще не фигурировал в материалах уголовного дела о теракте у метро «Автозаводская». Также не нашли подтверждения распространённые СМИ в марте того же года сообщения, согласно которым организатором взрыва 6 февраля 2004 года мог быть бывший связной Масхадова Руслан Ибрагимов. По данным следствия, Ибрагимов подозревался в подготовке совсем другого теракта в московском метро, запланированного на февраль 2005 года, и не имел отношения ко взрыву в вагоне поезда на перегоне «Автозаводская» — «Павелецкая».

### Ошибки при опознании погибших
Помимо розыска организаторов теракта органы правопорядка занимались и организацией опознания погибших. Следователей не хватало, и в идентификации находившихся в морге фрагментов тел пришлось участвовать даже сотрудникам военной прокуратуры. Вдобавок к этому шло рассмотрение поступавших от населения запросов о поиске людей, которые пропали без вести в день взрыва в метро. Среди прочих заявления подали Елена Дробышевская и Алла Тимофеева — бывшие жёны жителей Москвы Вячеслава Гальченко и Олега Лунькова. Хотя оба мужчины были живы, а Луньков более 10 лет даже не пользовался метро, разведённая с Гальченко Дробышевская и бывшая тёща Лунькова опознали их среди жертв взрыва у «Автозаводской», а затем захоронили выданные им части тел. Кроме того, как родственницы погибших в теракте они получили финансовую компенсацию от правительства Москвы. Когда прокуратуре стало известно о том, что Гальченко и Лунькова не было среди погибших пассажиров метро, Дробышевской и Тимофеевой пришлось вернуть полученные ими ранее деньги.
Прокуратура не стала начинать уголовное преследование Елены Дробышевской, так как оперативники не нашли достаточно доказательств злонамеренности её действий. Однако на Тимофееву и её мать 1 августа 2004 года завели уголовное дело: они присвоили почти 400 тысяч рублей бюджетных отчислений, получив не только компенсацию за якобы погибшего Лунькова, но и другие выплаты и льготы, пользуясь своим статусом родственниц жертвы теракта. В октябре 2006 года Савёловский суд г. Москвы осудил обеих женщин за мошенничество на 2 с половиной года заключения условно. По мнению Гальченко и Лунькова, главным мотивом их бывших жён было не получение денежных компенсаций от мэрии, а завладение квартирами, в которых разведённые супруги ранее проживали вместе.

### Террорист-смертник
Другим направлением работы оперативно-следственной группы было установление личности террориста, осуществившего взрыв в вагоне поезда у станции «Автозаводская». С места теракта в морг была вывезена сотня оторванных частей тел; из них особое значение для спецслужб имели те, которые были обнаружены в эпицентре взрыва. С течением времени следователям с помощью генетических экспертиз удалось установить принадлежность почти всех фрагментов, кроме пяти: маски лица с обрывком шеи, двух оторванных кусков нижней половины тела, а также ещё одного неустановленного фрагмента. Все они, по мнению судмедэкспертов, были останками повреждённого взрывом трупа молодого мужчины. Участники расследования предполагали, что эти фрагменты, которые никто из родственников так и не забрал для погребения, были единственным, что осталось от террориста-смертника после взрыва.
Следователи прокуратуры получали от сотрудников ФСБ, работавших на Северном Кавказе, ориентировки на террористов, которые могли совершить самоподрыв в Москве в феврале 2004 года. Из десятков подозреваемых наибольший интерес у следственной группы вызвал житель Карачаево-Черкесии Анзор Ижаев — ярый приверженец ваххабизма, который находился в розыске за участие в НВФ и незаконное хранение оружия. 30 января 2004 года Анзор приехал в столицу на поезде из Нальчика, а после этого бесследно исчез. Чтобы проверить, имел ли Ижаев отношение к теракту 6 февраля 2004 года, прокуратура поручила провести молекулярно-генетическую экспертизу находившихся в морге неопознанных останков; кровь для анализа взяли у его матери. Проведённая экспертиза подтвердила догадку оперативников: невостребованные фрагменты действительно принадлежали Анзору Ижаеву. Об опознании террориста-смертника с «Автозаводской» впервые объявил прокурор Москвы Анатолий Зуев в интервью «Российской газете» в конце сентября 2004 года.
Анзо́р Азре́т-Али́евич Ижа́ев (28 сентября 1983, Целиноград, Казахская ССР, СССР — 6 февраля 2004, Москва, Россия) — Анзор Ижаев родился в городе Целиноград Казахской ССР в семье Азрета-Али и Татьяны Ижаевых. Он был старшим из троих детей супружеской четы; кроме него в семье родились ещё один сын и дочь. Позднее Ижаевы переехали в Малокарачаевский район Карачаево-Черкесии, где проживали в селе Терезе и в районном центре — селе Учкекен. В Учкекене Азрет-Али устроился на работу завхозом в сельскую больницу, а его дети пошли учиться в среднюю школу № 7. Учителям бойкий и общительный Анзор запомнился способным, но не очень прилежным учеником, нередко прогуливавшим уроки, в свободное время с упоением играя в футбол.
Безвременная кончина отца в 1997 году очень потрясла Анзора. По мнению его матери, переживания из-за смерти отца и тлетворное влияние ваххабитского медресе, которое Ижаев стал посещать параллельно с учёбой в школе, были предпосылками для радикализации её старшего сына. В медресе его привела сама Татьяна, надеявшаяся, что духовное образование сделает Анзора более дисциплинированным; в дальнейшем, по её собственному признанию, она глубоко пожалела об этом решении.
Медресе, в котором обучался Ижаев, было создано главой карачаевского отделения Исламской партии возрождения Мухаммедом Биджиевым и имамом Рамазаном Борлаковым при поддержке исламских благотворительных фондов, в том числе и «Аль-Харамейн» — саудовской благотворительной организации, которая, по данным ФСБ, финансировала чеченских сепаратистов. Преподавание в медресе вели арабы; учебная программа включала в себя чтение Корана и изучение арабского языка (Ижаев овладел им в совершенстве), а также физкультуру и обучение рукопашному бою. Преподаватели делали акцент на радикальном толковании Корана, а посещавшую занятия молодёжь настраивали против традиционного карачаевского духовенства. Ибрагим Эркенов — директор школы № 7, в которой учился Ижаев — замечал психологические перемены в своём ученике, который становился всё более ожесточённым и говорил о джихаде против неверных. Эркенов пытался повлиять на Анзора через беседы о религии, однако ему не удалось убедить последнего изменить свои взгляды.
В 15 лет Анзор Ижаев отправился на одну из тренировочных баз, открытых Хаттабом в Чечне, где усердно тренировался и научился стрелять из автомата лучше, чем кто-либо ещё из обучавшихся на базе боевиков. В 1999 году Ижаев принял участие во вторжении чеченских боевиков в Дагестан. Он воевал в одном отряде со своим односельчанином Тамбием Хубиевым — подрывником, который сконструировал бомбу, взорванную Ижаевым в вагоне метро.
Когда Анзор перешёл в 9 класс, он познакомился с карачаевским боевиком Азретом Хубиевым по прозвищу «Расул» — участником отряда Шамиля Басаева. Получив от Басаева несколько десятков тысяч долларов, Хубиев прибыл в Учкекен, чтобы создать в селе подпольный джамаат, который должен был заниматься диверсионно-террористической деятельностью. На выделенные деньги Хубиев купил в Учкекене дом, где начали собираться местные ваххабиты. Анзор Ижаев тоже вступил в джамаат; члены группы дали ему новое имя «Абдул-Джабар». Задачей участников джамаата была разведка объектов будущих терактов: они выезжали в различные города на юге России, в том числе Ростов, Минеральные Воды и Ставрополь, фотографируя подходящие места и изучая топографию окружающей их местности. Вся собранная ими информация через Хубиева стекалась к Басаеву. По сведениям прокуратуры, уже тогда Шамиль Басаев рассматривал кандидатуру Ижаева как исполнителя одного из терактов, запланированных в Ставропольском крае.
В начале весны 2000 года Ижаев неожиданно прекратил приходить на уроки в школе и исчез из села. Сначала Татьяна Ижаева объясняла прогулы болезнью сына, а затем утверждала, что тот уехал погостить к родственникам в Нальчик. После того, как Анзор пропустил несколько месяцев занятий, школьная администрация пригрозила его матери, что обратится в комиссию по делам несовершеннолетних. В конце мая 2000 года Ижаев вернулся в Учкекен и с большим трудом сдал выпускные экзамены за 9 класс. По воспоминаниям директора школы Ибрагима Эркенова, возвратившийся в село Ижаев выглядел «совершенно зомбированным». Сдав экзамены, Анзор ушёл из школы № 7, перейдя в лицей в соседнем селе, где впоследствии он выучился на налогового инспектора. В том же 2000 году МВД Карачаево-Черкесии поставило Ижаева на учёт как участника незаконных вооружённых формирований. Милиция стала следить и за его младшим братом, который вместе с Анзором учился в учкекенском медресе.
После ухода из школы Анзор Ижаев решил отправиться на хадж в Мекку. Деньги на паломничество Ижаев получил от своей матери, которая после смерти отца Анзора была вынуждена торговать шерстяной одеждой на рынке, чтобы прокормить семью. Во время хаджа Ижаев попытался поступить в Исламский университет Медины, где давно мечтал учиться, но не сумел пройти вступительные испытания. Вернувшись в Учкекен, он начал вести скрытный образ жизни, постоянно исчезая из дома в неизвестном направлении; своей семье о целях своих частых отъездов Анзор ничего не рассказывал.
По данным следствия, арабский террорист Абу Умар, убитый летом 2001 года, обучал Ижаева проведению диверсий. В середине 2003 года Анзор по приказу Азрета Хубиева вновь уехал на одну из тренировочных баз боевиков под названием «Талибан», которая располагалась возле села Галашки (Ингушетия) на территории заброшенного пионерского лагеря. Там новобранцы учились владению различными видами стрелкового оружия, а также осваивали минно-взрывное дело и строительство фортификационных сооружений. Инструкторы искали среди боевиков кандидатов на роль террориста-смертника для одного из будущих терактов. Они остановили свой выбор на Анзоре Ижаеве, который отличался большим фанатизмом. На базе в Ингушетии Ижаев подружился с террористом Владимиром Ходовым — участником захвата бесланской школы № 1 в сентябре 2004 года.
Окончив курс подготовки в диверсионном лагере в октябре 2003 года, Ижаев вернулся домой. 28 января 2004 года он, ничего не сказав матери, уехал на поезде в российскую столицу, прибыв на Курский вокзал два дня спустя. В 2004 году следователи полагали, что Анзор остановился в Москве у дальних родственников и даже самостоятельно собрал взорванное им в метро взрывное устройство. Однако после ареста в 2005 году террориста Тамбия Хубиева прокуратуре удалось выяснить, что накануне теракта Ижаев жил в однокомнатной квартире, которую Хубиев снимал на Бирюлёвской улице, а бомба была изготовлена террористами ещё до приезда смертника. По показаниям Хубиева, в последние дни жизни Анзор отправлялся на прогулки по улицам столицы. Утром 6 февраля 2004 года Ижаев, надев рюкзак с бомбой, ушёл на станцию метро «Кантемировская». С собой он взял музыкальный плеер, чтобы по дороге слушать записи Корана. Сев в поезд, Ижаев доехал до тоннеля между станциями «Автозаводская» и «Павелецкая», где взорвал себя.
Весной 2004 года сотрудники прокуратуры, ещё не зная, что Ижаева уже не было в живых, объявили его в федеральный розыск. После опознания останков террориста-смертника розыск Ижаева был прекращён в связи с его смертью.

## Арест террористов
Впервые спецслужбам удалось выйти на след одного из организаторов этого теракта во время расследования взрыва, совершённого террористкой-смертницей возле метро «Рижская» 31 августа 2004 года. Бомба была взорвана преждевременно, и сопровождавший смертницу до станции метро организатор теракта — амир Карачаевского джамаата Николай Кипкеев — получил тяжёлые ранения и позднее умер в больнице. Когда оперативники нашли на месте взрыва мобильный телефон Кипкеева, из распечаток его телефонных разговоров им стало известно, что незадолго до теракта он связывался с уроженцем Кабардино-Балкарии Муратом Шаваевым — сотрудником Федеральной службы судебных приставов при Министерстве юстиции России. За годы работы в ведомстве Шаваев дослужился до звания полковника и имел чин старшего советника юстиции. В ходе расследования было установлено, что в конце августа 2004 года Кипкеев несколько дней проживал в одной квартире с Шаваевым. 14 декабря 2004 года судебный пристав был задержан, однако в конце месяца Шаваева освободили, потому что следователям прокуратуры тогда не удалось найти убедительных доказательств его причастности к теракту.
Изучение круга общения Николая Кипкеева также позволило оперативникам вычислить организаторов серии взрывов на автобусных остановках в Воронеже, которые произошли в 2004—2005 годах. Одним из этих террористов оказался русский ваххабит Максим Панарьин («Муслим») — участник возглавляемого Кипкеевым джамаата, поселившийся в Воронеже в 2003 году. В феврале 2004 года он по приказу своего командира Идриса Глоова, приехавшего в Воронеж из Москвы после проведения теракта в вагоне метро, организовал взрыв на городской автобусной остановке. В июле того же года Панарьин по указанию Николая Кипкеева подготовил два аналогичных теракта. После этого Панарьин выехал в Москву, чтобы принять участие в изготовлении бомбы, взорванной смертницей возле станции метро «Рижская». Затем он вернулся в Воронеж. Сотрудники спецслужб начали слежку за Панарьиным, надеясь выявить остальных членов его террористической группы. Когда в мае 2005 года поступили данные, что Максим Панарьин собирается устроить взрыв во время празднования Дня Победы, было принято решение задержать террориста. 8 мая 2005 года Панарьина арестовали в одном из воронежских интернет-салонов, которые он посещал, чтобы выходить на связь со своими сообщниками.
В том же мае 2005 года в Московской области был арестован карачаевский террорист Тамбий Хубиев (исламское имя — «Абду-Салям»), а в Нальчике — судебный пристав Мурат Шаваев, который ранее уже проходил подозреваемым по делу о теракте возле станции метро «Рижская». Хубиев, изучавший минно-взрывное дело в учебном центре Хаттаба «Кавказ», рассказал на допросах, что Шаваев доставлял в Москву компоненты СВУ не только перед взрывом у «Рижской», но и в ходе подготовки к теракту в вагоне метро в феврале 2004 года, а в последнем случае также помогал конструировать бомбу, взорванную Ижаевым. Тамбий Хубиев сознался в том, что изготовил взрывные устройства для обоих терактов (в августе 2004 года бомбу для теракта он собирал вместе с Панарьиным и Кипкеевым). Кроме того, согласно Управлению ФСБ по Краснодарскому краю, куда Хубиев был этапирован после своего ареста, Тамбий нёс ответственность за подрывы автобусных остановок в Краснодаре 25 августа 2003 года. По признанию Хубиева, эти взрывы являлись лишь отвлекающим манёвром и должны были побудить спецслужбы перебросить в Краснодар часть сил из Кабардино-Балкарии. Тем самым террористы рассчитывали дать Шамилю Басаеву, блокированному в тот день в одном из частных домов города Баксан, возможность вырваться из окружения и беспрепятственно покинуть территорию республики.
В июне 2005 года Генеральная прокуратура объединила уголовные дела Хубиева, Шаваева и Панарьина в одно производство, так как все трое обвиняемых были участниками одной и той же террористической группировки.

### Показания подсудимых о взрыве в вагоне метро
В августе 2003 года на совещании Маджлисуль Шуры лидеры чеченских сепаратистов приняли решение организовать в России очередную серию терактов, направленных против гражданского населения. Координация действий террористов была поручена арабу Ахмеду Самбиеву, известному по прозвищам «Марван» и «Белый араб». По показаниям Тамбия Хубиева, в том же 2003 году он получил от Самбиева приказ перебраться в Москву и начать подготовку нового теракта. Приехав в столицу, Хубиев поселился в съёмной квартире на Бирюлёвской улице. Вскоре он приступил к закупке необходимых электронных компонентов СВУ с целью их последующей переправки в Нальчик, а также приобрёл селитру вместе с алюминиевой пудрой, которые использовал при изготовлении бомбы. Завербованный террористами судебный пристав Мурат Шаваев в декабре 2003 года привёз Хубиеву из Нальчика взрывчатку, электродетонаторы и пластит, полученные от амира Карачаевского джамаата Идриса Глоова. В январе 2004 года в Москву приехал и сам Глоов; по свидетельству арестованных террористов, именно он руководил подготовкой теракта в московском метро.
Собравшись на съёмной квартире, Глоов, Хубиев и Шаваев, которого Тамбий ранее лично обучал паянию часового механизма для бомб, вместе сконструировали взрывное устройство большой мощности. По утверждению Хубиева, общий вес бомбы составил почти 19 килограммов. В её конструкцию входили поражающие элементы — болты и гайки. Собрав бомбу, организаторы теракта поместили её в рюкзак, который они позже передали террористу-смертнику Анзору Ижаеву. Утром 6 февраля 2004 года террористы снимали на камеру сборы Ижаева перед его уходом в метро. Узнав из новостей по телевизору, что в тоннеле метро возле станции «Автозаводская» был взорван вагон поезда, Хубиев, Шаваев и Глоов сразу же покинули столицу. Во время отъезда из Москвы Идрис Глоов едва не был задержан милицией при проверке документов. После того, как находившийся вместе с Глоовым Мурат Шаваев, сотрудник Министерства юстиции, показал милиционерам своё служебное удостоверение, террористам позволили уйти. В марте 2004 года Глоов и несколько боевиков из его группы были ликвидированы в ходе спецоперации в Ставропольском крае.

## Судебные процессы

### Суд над террористами
Арестованные участники Карачаевского джамаата обвинялись в терроризме, бандитизме, убийстве, незаконном приобретении оружия и изготовлении бомб. Вдобавок Максиму Панарьину и Тамбию Хубиеву инкриминировали участие в незаконных вооружённых формированиях и подделку документов. Хубиев получил отдельное обвинение в вооружённом мятеже, организации взрывов у станций метро «Автозаводская» и «Рижская» в Москве и подрывах автобусных остановок в Краснодаре. Панарьин, по данным следственной группы, участвовал в подготовке теракта у метро «Рижская» и серии взрывов на остановках автобусов в Воронеже. Шаваев обвинялся в том, что содействовал Тамбию Хубиеву и Максиму Панарьину в организации московских терактов: пользуясь служебным положением, он ввозил в столицу компоненты взрывных устройств. Уголовное дело против террористов строилось на признательных показаниях Хубиева и Панарьина; Мурат Шаваев наотрез отказался признавать свою вину.
До начала суда Хубиев, Шаваев и Панарьин содержались в Лефортовской тюрьме. Во время пребывания в Лефортово Максим Панарьин некоторое время сидел в одной камере с мошенником Григорием Грабовым, возглавлявшим собственную секту. Грабовой предложил террористу тоже стать её членом, но получил отказ.
Судебные заседания по делу о серии взрывов в Москве, Воронеже и Краснодаре проходили в Московском городском суде с 7 ноября 2006 года по 2 февраля 2007 года. Уголовное дело рассматривалось в закрытом режиме, поскольку некоторые его материалы были засекречены. На предварительных слушаниях в конце октября 2006 года бывший пристав Шаваев поначалу намеревался ходатайствовать о рассмотрении дела судом присяжных. Позднее он отказался от этой идеи и вместе с Панарьиным и Хубиевым просил передать судебное разбирательство в ведение профессионального судьи. Председателем процесса над террористами стал судья Владимир Усов, а доказательство их виновности было возложено на гособвинителя Александра Кублякова.
В конце декабря 2006 года, выступая на прениях с адвокатами террористов, государственный обвинитель настаивал на пожизненных сроках для Хубиева, Панарьина и Шаваева, потому что после введённого Конституционным судом моратория им нельзя было назначить смертную казнь. В ответ адвокат Тамбия Хубиева попросил судью смягчить наказание для его подзащитного, так как после ареста Хубиев охотно давал показания, идя на сотрудничество со следствием, а также полностью признал свою вину во вменяемых ему преступлениях. Максим Панарьин согласился на частичное признание вины, взяв на себя ответственность за нарушение четырёх статей Уголовного кодекса, и вместе со своим адвокатом пожелал, чтобы его оправдали по всем остальным. Мурат Шаваев настаивал на своей непричастности к терактам, требуя снять с него все обвинения.
На заключительном перед вынесением приговора заседании Мосгорсуда, прошедшем 9 января 2007 года, обвиняемые получили возможность выступить перед пострадавшими в терактах людьми. Хубиев обратился с соболезнованиями к семьям погибших и заявил о раскаянии в содеянном, добавив, что после теракта в Беслане ему удалось осознать «всю пагубность терроризма». Панарьин в свою очередь подчеркнул, что изготавливал бомбы лишь вынужденно, а не по собственной воле. На предварительном следствии он говорил, что сообщники принудили его участвовать в подготовке взрывов, угрожая расправой над семьёй Панарьина в случае его отказа повиноваться. В январе 2007 года Максим Панарьин начал утверждать, что стать террористом его вынудила нехватка средств к существованию: он не смог найти работу в Москве, и поэтому, чтобы заработать денег, решил собрать взорванную у метро «Рижская» бомбу. После этих слов родственники жертв теракта набросились на подсудимых, попытавшись избить их прямо во время заседания.

#### Приговор
2 февраля 2007 года судья Владимир Усов вынес приговор террористам: все трое обвиняемых должны были провести оставшуюся жизнь в колонии особого режима. Хубиев и Шаваев, организовавшие взрывы у станций метро «Автозаводская» и «Рижская», оба получили два пожизненных срока — по одному за каждый из этих терактов. Панарьин был приговорён к пожизненному лишению свободы за подготовку теракта у метро «Рижская». Вдобавок к пожизненным срокам Шаваева приговорили ещё к 100, Хубиева — к 150, а Панарьина — к 200 годам тюремного заключения по остальным статьям обвинения. Кроме того, по приговору суда террористы должны были выплатить пострадавшим в теракте свыше 7 миллионов рублей в качестве компенсации морального вреда (изначальная сумма, которую требовали 12 потерпевших, составляла 36 миллионов 200 тысяч рублей).

#### Обжалование приговора, новые судебные разбирательства
Осуждённые террористы посчитали вынесенный им приговор слишком суровым и через своих адвокатов подали кассационные жалобы в Верховный суд, стремясь добиться либо полной отмены приговора, либо смягчения наказания. Шаваев полагал, что его виновность в суде доказана не была, а Хубиев был не согласен с тем, что в составе организованной преступной группы он совершил убийство «с особой жестокостью», и просил убрать эту формулировку из приговора. Панарьин указывал на своё содействие в расследовании терактов и наличие у него малолетнего ребёнка как на достаточные основания для смягчения меры наказания. В конце августа 2007 года сотрудники Верховного суда отказали террористам в обжаловании приговора, оставив вердикт судьи Усова практически без изменений: из его текста была исключена лишь статья 327 («Подделка документов»), так как на момент вынесения приговора срок давности по этому преступлению уже истёк.
Не добившись пересмотра приговора в Верховном суде, адвокаты террористов объявили о намерении составить иск в Европейский суд по правам человека. В 2010 году жалобу в Страсбург направила правозащитная организация «Правовая инициатива». По мнению её сотрудников, при рассмотрении гражданского иска к Мурату Шаваеву о возмещении морального вреда была нарушена статья 6 Европейской конвенции по защите прав человека («Право на справедливое судебное разбирательство»), так как ни Шаваеву, ни его адвокату не дали присутствовать на судебном заседании. В июле 2016 года ЕСПЧ посчитал жалобу обоснованной и постановил выплатить Мурату 1500 евро в качестве компенсации.
В 2016—2017 годах Тамбий Хубиев и Максим Панарьин были осуждены Шатойским районным судом за нападение на псковских десантников во время боя у высоты 776 в феврале — марте 2000 года. Обоих террористов приговорили к 13 годам лишения свободы, однако с учётом ранее совершённых ими преступлений мера наказания была заменена на пожизненное заключение в колонии особого режима. В августе 2022 года Веденский районный суд приговорил Панарьина к пожизненному заключению за участие в нападении на колонну пермского ОМОНа у Джани-Ведено 29 марта 2000 года.

### Иск Киселёвых к правительству Москвы
В марте 2004 года в Тверской суд г. Москвы был подан иск к городскому правительству от семьи одной из жертв теракта на перегоне «Автозаводская» — «Павелецкая». Несовершеннолетний сын и престарелые родители погибшей Натальи Киселёвой — руководительницы юридического отдела в Центризбиркоме — просили мэрию возместить им материальный и моральный ущерб, причинённый утратой единственного кормильца. Истцы оценивали сумму компенсации морального вреда в 1 миллион долларов, а материального — в 110 тысяч рублей, и добивались назначения новых пенсий для всех членов семьи. Чиновники мэрии потребовали от 60-летних пенсионеров доказать, что произошедший в вагоне метро взрыв действительно был терактом. После того, как родители Киселёвой предоставили все необходимые документы, Тверской суд назначил семье дополнительные пенсии и распорядился выплатить Киселёвым 110 тысяч рублей на компенсацию материального ущерба, однако в возмещении морального вреда им было отказано.

## Последствия

### Ужесточение антитеррористического законодательства
После взрыва у станции метро «Автозаводская» в феврале 2004 года депутаты партии «Единая Россия» внесли в Госдуму законопроект, ужесточавший наказание за теракты. Предложенные парламентариями поправки к статье 205 («Терроризм») Уголовного кодекса предусматривали увеличение максимального срока наказания за попытку теракта до 12 лет, а за те же действия, совершённые в составе организованной группы — до 20 лет тюремного заключения. При наличии отягчающих обстоятельств, таких как посягательство на объекты атомной энергетики, террорист мог провести в тюрьме до 25 лет или получить пожизненное заключение. Поправки к статье 205 УК РФ были приняты Госдумой в третьем чтении 25 июня 2004 года: в новой редакции статьи 205 минимальный тюремный срок за акт терроризма составлял 20 лет, а если теракт повлёк за собой тяжёлые последствия, мера наказания могла быть заменена пожизненным лишением свободы. Одновременно с этим депутаты одобрили изменения в статье 57 Уголовного кодекса («Пожизненное лишение свободы»): пожизненное заключение было названо наказанием, предусмотренным за особо тяжкие преступления, угрожающие жизни людей и направленные против безопасности общества.

### Новые меры безопасности в московском метро
Теракт 6 февраля 2004 года стал поводом для усиления мер безопасности в московском метро. В марте 2004 года начальник метрополитена столицы Дмитрий Гаев объявил о намерении властей оснастить видеокамерами все вагоны курсирующих в метро поездов. На переоснащение подвижного состава, которое поначалу планировалось завершить уже к 2006 году, было выделено 2 с половиной миллиарда рублей; однако по состоянию на 2009 год, согласно МВД России, лишь в 469 из 4500 вагонов имелась система видеонаблюдения. В течение года после взрыва камеры слежения появились на всех платформах станций столичного метро, а на их входах с 2006 года предполагалось начать устанавливать металлоискатели.
Была разработана новая система многосторонней связи между следившими за порядком в метро сотрудниками УВД, чья численность к 2006 году увеличилась втрое. Для координации их действий с весны 2005 года стал функционировать Ситуационный центр, где анализировалась информация о случавшихся в метрополитене происшествиях. Она стала поступать и от пассажиров, выходивших на связь с дежурными Ситуационного центра через установленные на станциях колонны экстренного вызова.

## Память

### Мемориал жертвам теракта на станции метро «Автозаводская»
В феврале 2004 года тысячи москвичей посетили станцию «Автозаводская», чтобы почтить память погибших. Возле выхода к Дворцу культуры ЗИЛа возник импровизированный мемориал, куда люди приносили цветы, свечи и иконы. Ровно через год после взрыва на стене станции была открыта мемориальная доска, на которой высечена 41 фамилия — по числу людей, ставших жертвами теракта 6 февраля 2004 года. В 8:32 — время взрыва в вагоне поезда — радиодинамики во всём метро были отключены, а машинисты поездов, следовавших по Замоскворецкой линии, дали продолжительный гудок в знак памяти о погибших пассажирах. Эта традиция соблюдалась на траурных мероприятиях в годовщину теракта и в дальнейшем.

### Награждение участников спасательной операции
Пассажирам метро, вместе с подполковником МЧС Сергеем Кавуновым оказавшим помощь раненым во взорванном вагоне поезда, вручили медали и нагрудные знаки; сам Кавунов был удостоен ордена Мужества. К той же награде был представлен машинист поезда Владимир Горелов, которому, несмотря на полученную после взрыва контузию, удалось не только предотвратить панику среди пассажиров, но и быстро организовать их эвакуацию на ближайшие станции метро. 18 марта 2004 года указ о награждении Горелова орденом Мужества был подписан президентом России Владимиром Путиным, лично вручившим машинисту эту награду на торжественной церемонии в Кремле в конце июня 2004 года. После теракта Горелов вернулся на работу и продолжил водить поезда на Замоскворецкой линии метрополитена.

## В культуре
В ноябре 2005 года в Театрально-культурном центре «На Страстном» был поставлен спектакль режиссёра Валюса Тертелиса «Рыбы-не-мы», основанный на событиях 6 февраля 2004 года. Главные герои постановки — простые жители Москвы, которых играли актёры Александр Усов и Наталья Мотева — в ходе сюжета знакомятся друг с другом в вагоне поезда, а затем погибают при взрыве. В духе жанра verbatim диалоги героев построены на отвлечённых рассуждениях о смысле жизни, которые сценарист спектакля Светлана Володина почерпнула из опросов среди молодёжи. Музыка к спектаклю «Рыбы-не-мы» была написана российской регги-группой Jah Division, чей вокалист Герберт Моралес исполнил заглавную песню на стихи поэта Иосифа Бродского, а также диджеем Романом Баланчиным. Последний сам был свидетелем взрыва на перегоне «Автозаводская» — «Павелецкая» и во время постановки делился со зрителями своими воспоминаниями о теракте в метро. Спектакль получил преимущественно отрицательные отзывы критиков: рецензент газеты «Время новостей» назвал постановку «слабой и вторичной», отметив копирование авторами сюжетных приёмов из работ других театральных режиссёров. Газета «Известия» раскритиковала бессодержательность сюжета спектакля и пассивность образов главных героев. Вместе с тем критики в целом положительно оценили работу Моралеса и его группы.
Одна из серий телепрограммы Сергея Полянского «Победившие смерть», показанная на канале НТВ в 2007 году, посвящена взрыву в московском метро в феврале 2004 года.

### Комментарии
1. ↑  В серии статей Я. Таньковой «Почему русские становятся исламскими террористами» в интересах суда находившиеся под следствием Тамбий Хубиев, Мурат Шаваев и Максим Панарьин были указаны как «Анатолий Хопиев», «Мурат Шатеев» и «Иван Манарьин».